# Porodnictví
Porodnictví je podobor medicíny, který se zabývá sledováním těhotenství, přípravou a vedením porodu a poporodní péčí včetně operačních zásahů, které mohou být v těchto situacích potřebné. Jedná o součást širšího oboru gynekologie a porodnictví.

## Historie
Jisté formy porodní a poporodní lékařské péče byly známy již u starých Egypťanů. Moderní porodnictví začalo v 18. století, kdy byly vynalezeny porodní kleště a roku 1741 zahájil Philipp Adolph Böhmer první akademickou přednášku o porodnictví. První porodnice vznikla roku 1728 ve Štrasburku. V té době také vznikaly první školy pro porodní asistentky, například roku 1751 byla taková škola založena v Berlíně. V 19. století se obor dále rozvíjel, běžnějším se stal císařský řez, předtím prováděný skoro výhradně jen na mrtvých matkách jako pokus o záchranu plodu, a anestesie při porodu.
Medicínský rozmach porodnictví sebou může nést malý důraz na psychické zdraví[nenalezeno v uvedeném zdroji] následovaný nepříznivým dopadem na další kvalitu života[nenalezeno v uvedeném zdroji] ve srovnání s porodní asistenci.